# 朴世阮
朴世阮（韓語：박세완，1994年9月24日—），或譯朴世婉，韓國女演員。曾出演《不是機器人啊》、《一起生活吧》、《國標舞女孩》、《明天不要來》等電視劇，2023年以電影《樂透大作戰》獲得第59屆百想藝術大獎和第42屆黃金攝影獎的女子配角賞。

## 影視作品

### 電視劇
- 2016年：KBS2《KBS Drama Special—紅老師》飾 淑熙
- 2016年：tvN《孤單又燦爛的神—鬼怪》飾 考試院女鬼魂
- 2017年：MBC《自體發光辦公室》飾 李花雨
- 2017年：KBS2《學校2017》飾 吳莎朗
- 2017年：KBS2《KBS Drama Special—鄭長官的最後一周》飾演 少年時期鄭長官
- 2017年：MBC《不是機器人啊》飾 圓周率（Pi）
- 2018年：KBS2《一起生活吧》飾 延多妍
- 2018年：KBS2《KBS Drama Special—白晝之戀（朝鲜语：너무 한낮의 연애）》飾 金良姬（1999年時的大學生）
- 2018年：KBS2《國標舞女孩》飾 金詩恩
- 2019年：TV朝鮮《朝鮮生存記》飾 韓瑟琪
- 2019年：MBC《沒有第二次》飾 琴薄荷
- 2024年：tvN《因为不想吃亏》饰 郑琇雅（特别出演）
- TBA：Disney+《山寨人生》飾 文多彬

### 網路劇
- 2017年：KitKat《Halfway》飾 尹怡正
- 2021年：Netflix《明天不要來》飾 朴世阮
- 2022年：Watcha《最終兵器愛麗絲》飾 韓冬天
- 2023年：wavve《朴河京旅行记》饰演 朴河京（青年时期）
- 2023年：Netflix《我的女神室友斗娜》飾 崔伊蘿
- 2024年：Disney+《首爾破笑組》飾 徐珉瑞

### 電影
- 2016年：《Oh New World》飾 恩熙
- 2018年：《五子棋少女（朝鲜语：오목소녀）》飾 李圍棋
- 2019年：《姊姊》飾 朴恩惠
- 2020年：《盗墓同盟》飾 趙惠利
- 2022年：《樂透大作戰》飾 李妍希
- 2022年：《人生真美麗》飾 吳勢娫（少年）
- 2024年：《Victory》飾 美娜

## 獎項紀錄
| 年度   | 頒獎禮             | 獎項                        | 作品                           | 結果 | 備註        |
| ------ | ------------------ | --------------------------- | ------------------------------ | ---- | ----------- |
| 2018年 | 第11屆韓國電視劇節 | 女子新人獎                  | 《一起生活吧》                 | 提名 |             |
| 2018年 | KBS演技大獎        | 女子新人獎                  | 《國標舞女孩》 《一起生活吧》  | 獲獎 | [ 4 ]       |
| 2018年 | KBS演技大獎        | 女子聯作／獨幕劇獎          | 《KBS Drama Special—白晝之戀》 | 提名 | [ 5 ]       |
| 2019年 | 第55屆百想藝術大獎 | 電視部門 女子新人演技獎     | 《國標舞女孩》                 | 提名 | [ 6 ]       |
| 2019年 | MBC演技大獎        | 日日／週末連續劇 優秀演技獎 | 《沒有第二次》                 | 獲獎 | [ 7 ]       |
| 2022年 | 第58屆大鐘獎       | 最佳新人女演員              | 《樂透大作戰》                 | 提名 | [ 8 ] [ 9 ] |
| 2022年 | 第58屆大鐘獎       | New Wave獎                  | 《樂透大作戰》                 | 獲獎 | [ 8 ] [ 9 ] |
| 2022年 | 第42屆黃金攝影獎   | 最佳女配角                  | 《樂透大作戰》                 | 獲獎 |             |
| 2023年 | 第59屆百想藝術大獎 | 電影部門 女子配角賞         | 《樂透大作戰》                 | 獲獎 | [ 3 ]       |
| 2023年 | 第32屆釜日電影獎   | 最佳女配角                  | 《樂透大作戰》                 | 提名 |             |

## 外部連結
- 朴世阮的Instagram帳戶
- 朴世阮的X（前Twitter）
- 朴世阮在NAVER上的资料
- 朴世阮在Daum上的资料
- 朴世阮在HanCinema的頁面（英文）